# Lupin the IIIrd - La bugia di Mine Fujiko
Lupin the IIIrd - La bugia di Mine Fujiko (LUPIN THE IIIRD 峰不二子の嘘?, Lupin the IIIrd: Mine Fujiko no uso), inizialmente annunciato come Lupin III - La bugia di Fujiko Mine, è un film del 2019 diretto da Takeshi Koike. Nono film anime cinematografico ispirato al manga Lupin III di Monkey Punch, è il terzo diretto da Koike dopo Lupin the IIIrd - La lapide di Jigen Daisuke (2014) e Lupin the IIIrd - Ishikawa Goemon getto di sangue (2017). Come i due precedenti film ha uno stile simile alla serie TV del 2012 Lupin the Third - La donna chiamata Fujiko Mine. In Giappone il film è stato proiettato dal 31 maggio 2019, mentre in Italia è stato distribuito da Prime Video a partire dal 23 novembre 2020.

## Trama

### Parte 1
Fujiko Mine è diventata la governante di Randy, un padre single che vive in mezzo al deserto assieme al figlio Gene. Una donna di nome Carla e il suo aiutante raggiungono la casa e scatenano Bincam, un apatico killer col potere di controllare la sabbia e attraverso di essa la mente delle sue vittime. Bincam fa irruzione nella casa e si scontra con Randy, il quale non vede altra via d'uscita che innescare una bomba; la deflagrazione distrugge la casa, ma Bincam ne esce illeso. Intanto, Fujiko è fuggita con Gene e si è recata in un bar dove Randy le aveva dato appuntamento.
Bincam li raggiunge e aggredisce Gene, ma viene interrotto dall'intervento Lupin e Jigen, che li traggono in salvo; si scopre che Randy era il contabile di un'associazione malavitosa a cui ha sottratto 500 milioni di dollari per pagare le cure mediche di Gene, affetto da una rarissima malattia cardiaca. Scoperto, si è dato alla macchia, ma Godfrey, il presidente dell'associazione criminale, gli sta dando la caccia tramite Carla e Bincam. A questo punto Gene fa un'offerta ai tre: se vendicheranno il padre uccidendo Bincam, lui rivelerà loro i dati bancari per accedere ai 500 milioni di dollari; Lupin e Jigen accettano, ma Fujiko si dimostra dubbiosa.
La donna e Gene trovano rifugio in un motel, dove litigano: Gene è infatti convinto che Fujiko miri ai soldi e che lo stia ingannando, come aveva ingannato Randy e il proprietario stesso del motel (a cui si è presentata come la madre di Gene). All'arrivo della polizia avvisata dal proprietario del motel il ragazzino sceglie di non fuggire con Fujiko; Gene viene dunque affidato a un agente, mentre Fujiko fugge.
La donna segue l'auto che ha portato via Gene e nota che non si dirige alla caserma: il poliziotto consegna il bambino all'aiutante di Carla. Nel frattempo Lupin e Jigen, che non hanno mai smesso di ascoltare i movimenti della complice grazie a una microspia, hanno fatto un sopralluogo sui resti della casa di Randy e Gene, ormai del tutto rasa al suolo.

### Parte 2
Carla e la sua squadra pagano il poliziotto corrotto, sorprendono Fujiko e catturano sia lei che Gene e li conducono da Godfrey. Questi li interroga entrambi per sapere dove sono nascosti i soldi, ma non ottenendo risposta decide di consegnare Gene a Bincam perché lo interroghi coi suoi poteri. Fujiko si ribella e interviene, affrontando Bincam e tentando di sedurlo. Intanto che la donna guadagna del tempo e manda su tutte le furie Godfrey e Carla (la quale frusta Bincam per spronarlo a uccidere Fujiko), Lupin e Jigen fanno irruzione nel palazzo, placano la tempesta di sabbia scatenata da Bincam e portano via Gene e Fujiko, conducendoli a un hotel di lusso, dove il gruppo si separa. Fujiko e Gene alloggiano qui, e il bambino, dopo essere stato accudito (provando per la prima volta la sensazione di avere una madre, dato che lui è orfano della sua sin dalla nascita) e aver cambiato idea sui suoi propositi di vendetta, rivela a Fujiko locazione e codice della cassetta di sicurezza che contiene i 500 milioni.
Lupin e Jigen, nel frattempo, seguono un'intuizione di Lupin: il ladro gentiluomo aveva infatti notato che Godfrey aveva lamentato che Bincam "non [gli] è costato poco". Insospettito, segue le tracce degli investimenti della società di Godfrey e arriva a una società d'investimenti che ha sede su un'isola a poca distanza dalla terraferma. Spiandola, scoprono che Hawk, il killer con cui si era scontrato Goemon in Ishikawa Goemon schizzo di sangue, e la misteriosa bambina che l'aveva mandato in missione si trovano lì. Poco dopo, Lupin incontra Fujiko in un bar, dove le rivela parte dei suoi sospetti e dell'esistenza di una vera e propria fabbrica di sicari, di cui Bincam e Hawk fanno parte, che sarebbe finanziata da Godfrey; lei invece accenna cripticamente all'intenzione di non abbandonare Gene e di scontrarsi con Bincam. In auto, Lupin e Jigen decidono di lasciar perdere la vendetta commissionata da Gene e di concentrarsi invece sui misteriosi killer, come Hawk e Yael Okuzaki, che ultimamente sono stati scatenati contro di loro.
Fujiko preleva i 500 milioni di dollari e li nasconde altrove, mandando una sfida a Godfrey e i suoi. Il malavitoso, infuriato, accetta la provocazione e invia Bincam da Fujiko; non fa caso, però, al fatto che Carla, inviata a convocare il killer, non sia più tornata: Bincam infatti l'ha strangolata per vendicarsi delle frustate subite da lei durante l'interrogatorio.
Giunto da Fujiko alle rovine della casa di Randy, il killer ingaggia con lei un violento scontro durante il quale Fujiko gli rivela di aver scoperto il suo segreto: Bincam è infatti un essere umano modificato col potere di emettere scopolamina dalle ghiandole sudoripare del proprio corpo, e attraverso la scopolamina, di controllare gli esseri umani. Dal momento che il potere di Bincam funziona solo nei luoghi aridi, Fujiko innesca delle cariche esplosive sotterranee e fa sgorgare in superficie l'acqua di una falda acquifera, neutralizzando i poteri del killer, e gli rivela di averlo anche avvelenato durante lo scontro nel palazzo di Gottfried. Facendo ricorso alla propria migliore arma, la seduzione, Fujiko abbatte le difese di Bincam, lo convince ad avvicinarla, ma, mentre i due stanno per avere un rapporto sessuale, Fujiko estrae una lama e lo trafigge. Bincam, sul punto di spirare, chiede quale fosse il misterioso veleno iniettatogli da Fujiko, la quale risponde che si trattava dell'amore.
Nel frattempo Godfrey ha trovato il corpo di Carla e ordina ai suoi sgherri di acquistare un nuovo killer, poiché Bincam è ormai inservibile e irrintracciabile. A questo punto Lupin e Jigen, che si sono introdotti nell'ufficio di Godfrey, lo sorprendono e lo mettono alle strette dimostrando di aver scoperto della fabbrica di killers e dei finanziamenti inviativi sottobanco; messo alle strette, questi sta per rivelare il nome dei suoi superiori, ma un cecchino apre il fuoco sull'ufficio e uccide lui e i suoi assistenti: si tratta di Yael Okuzaki, ora dotato di un braccio meccanico in sostituzione di quello messo fuori uso da Jigen. Nel frattempo Gene, che per tutto il tempo è rimasto nella camera d'albergo, riceve una misteriosa visita.
Nel finale, Lupin incontra Fujiko alle rovine della casa di Randy, e i due fanno luce sulle vicende: Randy non era morto, ma era riuscito a fuggire dalla bomba grazie a una botola nascosta; nessun cadavere, infatti, si trovava tra le macerie. Il piano era stato concordato da Randy e Fujiko, la quale però pensava di aggirare pure lui e di sfruttare Gene per rubare i soldi; la donna ha infatti portato Gene a un bar diverso da quello concordato, di modo che Randy non li raggiungesse. Fujiko spiega di aver però sottovalutato le abilità di Bincam e soprattutto di non aver pensato che Gene volesse vendicarsi. A questo punto, Fujiko ha deciso di mostrare a Randy, che è poi il misterioso visitatore ricevuto da Gene in albergo, a quali e quanti rischi questi ha esposto Gene, provandogli che c'è qualcosa di molto più prezioso dei soldi.

## Personaggi
- Lupin III: ladro gentiluomo, carismatico, geniale e affascinante, coglie l'occasione dell'incarico affidatogli da Gene per indagare su Godfrey, la sua società e i killer che hanno preso di mira lui e i suoi compari.
- Daisuke Jigen: il miglior cecchino del mondo e fedelissimo amico di Lupin.
- Fujiko Mine: ladra e truffatrice, donna bellissima e senza scrupoli, si fa assumere come governante da Randy per truffarlo e sottrargli i 500 milioni di dollari.
- Bincam: killer apatico e dall'aspetto cadaverico, ha il potere di controllare la sabbia e le menti umane grazie alla serotonina che trasuda dal suo corpo. È ghiotto di noci.
- Randy: ex contabile della Godfrey Mining Co., a cui ha sottratto 500 milioni di dollari per curare le spese mediche di suo figlio Gene. È vedovo.
- Gene: figlio di Randy, a cui è molto affezionato essendo orfano di madre dalla nascita. Alla scoperta che il padre è morto affida a Lupin e i suoi il compito di vendicarlo.
- Godfrey: signore del crimine a cui Randy ha sottratto 500 milioni di dollari quando ne era alle dipendenze. La sua società è in realtà finanziatrice di un'impresa segreta che crea in laboratorio super-umani progettati per uccidere.

## Promozione
Il 18 gennaio 2019 l'account Twitter del contenitore di Nippon Television Kinyō Road Show! ha annunciato l'uscita di un nuovo film di Lupin III per l'inverno di quell'anno. Il 7 marzo la TMS ha aperto il sito ufficiale in cui vengono rivelati i membri principali del cast artistico e tecnico e la data di uscita, e ha diffuso il trailer del film. L'11 aprile la TMS ha pubblicato un secondo trailer.

## Distribuzione
In Italia è stato distribuito il 16 settembre 2021 da Anime Factory/Koch Media in DVD e Bluray in un cofanetto che comprende anche Lupin the IIIrd - La lapide di Jigen Daisuke e Lupin the IIIrd - Ishikawa Goemon getto di sangue.